# MBB Bo 105
MBB Bo 105
ドイツ陸軍のBo 105
- 用途：汎用、洋上監視
- 分類：小型ヘリコプター
- 製造者：メッサーシュミット・ベルコウ・ブローム
- 初飛行：1967年2月16日
- 生産数：1,500機以上[1]
- 生産開始：1967年[1]

MBB Bo 105は、 西ドイツ、シュトゥットガルトのベルコウ（Bölkow）社で開発された小型の双発多用途ヘリコプターである。生産はメッサーシュミット・ベルコウ・ブローム（MBB）社時代に始まり、同社は1991年にユーロコプター（現エアバス・ヘリコプターズ）社になった。ユーロコプター社はBo 105の生産を2001年まで続け、その後はEC 135がこれに代わった。

## 開発
Bo 105Aは1967年2月16日に西ドイツのオットブルンでMBB社のテストパイロット ヴィルフリート・フォン・エンゲルハルト（Wilfried von Engelhardt）の操縦で初飛行を行った。西ドイツ民間航空局は1970年10月13日にBo 105に型式認証を与え、その後まもなくドイツ国内の民間と法執行機関向けの生産が始まった。アメリカ合衆国からの注文に応じて、より安全基準の厳しいFAAの型式認証が1972年4月に取得された。
1972年にBo 105Cが開発され、ドイツ連邦国防省はこのモデルを軽観測ヘリコプターに選定し1977年に100機を購入した。ほぼ同じ頃に西ドイツ陸軍は、HOT対戦車ミサイルを装備したBo 105PAH-1という名称の対戦車専門の機種を調達した。結局、総計212機のBo 105が納入された。
1976年により高出力のアリソン 250-C20Bエンジンを搭載したBo 105CBが開発され、更にこの機種からアメリカ市場での救命救急医療活動の要求に合致するように胴体を10インチ延長したBo 105CBSが開発された。この機種はアメリカではBo 105 ツインジェットとして知られるようになった。
1984年にはBo 105CBSの胴体を拡大し、より高出力のアリソン 250-C28Cエンジンを搭載することにより最大離陸重量を増大したBo 105LSが開発された。
2001年に1,406機が生産された後でBo 105の生産は終了し、より近代的なユーロコプター EC 135にとって代わられた。
Bo 105は民間市場に投入された初めての小型双発ヘリコプターであり、洋上での運用と同様に地方自治体（警察、救急医療/救命搬送）での運用に広く浸透した。

## 設計
Bo 105は無関節型の複合材製4枚ブレードのメインローターにより高い運動性をもっており、レッドブル USAで宣伝活動のために使用されていたBo 105CBSは、宙返り、横転（ロール）、インメルマンターンなどの通常は固定翼機のみが実施できると考えられていた高い運動性を見せ、完全な曲技飛行を行った。油圧系、電気系、燃料系、潤滑油系など全ての重要装備は完全な冗長性を持つように設計されている。

## 派生型

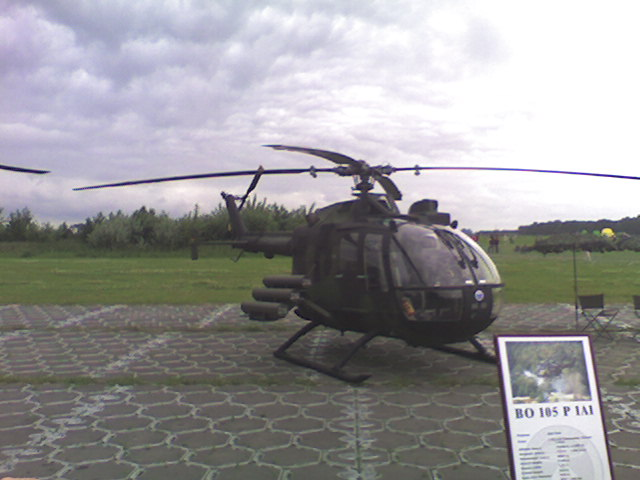
西ドイツ陸軍のPAH-1
機体左右のチューブにHOT対戦車ミサイルを装備する

西ドイツ陸軍で使用された派生型はBo 105PとBo 105M。
Bo 105A
アリソン 250-C18エンジン搭載の最初の生産モデルで主に民間で使用。
Bo 105C
1972年に開発されたアリソン 250-C20エンジン搭載の初期モデル。
Bo 105CB
1976年に開発されたアリソン 250-C20Bエンジン搭載の小型観測、多用途輸送モデル。
Bo 105CBS
救命救急医療活動向けに胴体を10インチ延長した多用途輸送モデル。
Bo 105CBS-5
Bo 105CBSの捜索救難モデル。
Bo 105D
英国認証の洋上運用モデル。
Bo 105LS A1
1984年に開発されたアリソン 250-C28Cエンジン搭載の胴体延長モデル。
Bo 105LS A3
1986年に開発された最大離陸重量を2,600kgまで増大したモデル。
Bo 105LS A3 "スーパーリフター"
1995年に開発された最大運用重量を2,850kgまで増大したモデル。
Bo 105P/PAH-1
西ドイツ陸軍での名称を"PAH-1"、その能力向上型を"PAH-1A1"（PAH=Panzerabwehrhubschrauber;「対戦車ヘリコプター」）という有線誘導式HOT対戦車ミサイルで武装した対戦車攻撃ヘリコプター。大部分は新しい多目的攻撃ヘリコプターのユーロコプター ティーガーに改編されつつあるが、残存機はその機体寿命が尽きるまで引き続き現役で使用されている。対戦車攻撃任務を解かれた機体は武装を外しVBHモデルまでダウングレードされる。
Bo 105P/PAH-1A1
西ドイツ陸軍向けのHOT対戦車ミサイルを6基搭載した対戦車攻撃ヘリコプターの改良モデル
Bo 105P/PAH-1 フェーズ 2
西ドイツ陸軍向けの夜間攻撃型の提案モデル。
Bo 105P/BSH
西ドイツ陸軍向けのスティンガー空対空ミサイルで武装した護衛型の提案モデル。
Bo 105M
西ドイツ陸軍での名称を"VBH"（Verbindungshubschrauber;「連絡ヘリコプター」）という小型輸送、偵察ヘリコプター。これらは武装を外され改造されたPAH-1により更新される。
Bo 105ATH
スペイン陸軍向けの対戦車攻撃モデル。
Bo 105GSH
スペイン陸軍向けの武装偵察モデル。
Bo 105LOH
スペイン陸軍向けの観測モデル。
NBO-105
1976年からITPN社でMBB（現ユーロコプター）社からのライセンスで生産されたモデル。ローターとトランスミッションのみはドイツから供給されている。オリジナルはNBO-105 CBだが101機目から現在までは胴体延長型のNBO-105 CBS。
NBO-105S
胴体延長モデル。
BO 105 エグゼキュテエア（Executaire）
アメリカでの小型ヘリコプターの市場に参入することを意図してエグゼキュテエアの名称でボーイング・バートルとカールソン・ヘリコプターによりライセンス生産された24.5cm胴体を延長したモデルだが、販売は不振であった。
Bo 105E-4
1,000万ユーロの契約でドイツ連邦陸軍の12機のBo-105Pに性能向上とオーバーホールが施され、2006年に最初の1群がアルバニアに提供された。これらの機体は性能が向上し、より高性能の電子装備を搭載していた。ドイツ連邦軍のその他のBO-105の性能向上が将来の販売を目して考慮されている。
EC-スーパーファイブ（Super Five）
Bo 105CBSの高性能モデル。

## 運用

### 軍用
アルバニア
- アルバニア空軍 - 2023年時点で、4機のBo105を保有している[8]。

 バーレーン
 ボプタツワナ
 ブルネイ
 カナダ
 チリ
- チリ空軍
- チリ海軍
- チリ国家憲兵隊

 コロンビア
- コロンビア海軍

 ドイツ
- ドイツ陸軍

 インドネシア
 イラク
 ヨルダン
 ケニア
 レソト
 メキシコ
- メキシコ海軍

 オランダ
 ニジェール
 ナイジェリア
 パプアニューギニア
 ペルー
 フィリピン
- フィリピン陸軍：民間のビジネスマンから1機が寄贈され、2021年7月に就役した[9]。
- フィリピン海軍：3機を捜索救難、偵察、連絡任務に使用。

 シエラレオネ
 韓国
- 大韓民国陸軍：AH-64が装備するものと同じTADS（目標捕捉・指示照準装置）を搭載した機体を採用。

 スペイン
 スーダン
 スウェーデン
 トリニダード・トバゴ
 アラブ首長国連邦
 ウルグアイ
- ウルグアイ海軍

### 民間
スペイン
- スペイン国家警察
- スペイン国家憲兵隊
- スペイン税関

 アルゼンチン
- ブエノスアイレス州警察
- アルゼンチン連邦警察
- ブエノスアイレス州政府

 オーストリア
- レッドブル アクロバット チーム

 カナダ
- カナダ沿岸警備隊

 チリ
DAP Helicópteros
- Aerocardal
- LASSA, Línea de Aeroservicios S.A.

 チェコ
- チェコ共和国警察

 ドイツ
- 州警察
- ドイツ連邦警察

 ギリシャ
- ギリシャ警察

 日本
- 東北エアサービス
- 神戸市消防航空機動隊
- 読売新聞

 インドネシア
- インドネシア警察
- インドネシア林野庁
- ペリタ・エアサービス

 イスラエル
- Lahak Aviation
- Chimnir

 イラン
- TARA HELICOPTER

 ヨルダン
- ヨルダン警察

 ペルー
- 国家警察

 フィリピン
 ロシア
- Uralhelicom

 南アフリカ共和国
- 南アフリカ警察
- Netcare 911 Aeromedical Services

 イギリス
- Veritair (Cardiff)

 アメリカ合衆国
- ヴァージニア州警察

## 性能･主要諸元
（Bo 105）
- 定員：乗員1名または2名
- 乗客：4名
- 全長：11.86m（38ft11.2in）
- 全幅：9.84m（32ft3.3in）
- 全高：3.00m（9ft10in）
- 空虚重量：1,301kg（2,868lb）
- 有効搭載量：1,199kg（2,643.34lb）
- 最大離陸重量：2,500kg（5,511.55lb）
- 主回転翼直径：10.70m（35.1ft）
- 円板面積：89.9m²（968ft²）
- 発動機：アリソン 250-C20B 2基, 420shp（308kW）
- 超過禁止速度：242km/h=M0.20（131knots）
- 航続距離：564km（304nm）

- 武装：HOT対戦車ミサイル